# Herbert Fleck
Herbert Fleck (* 1941 in Wien) ist ein österreichischer Schriftsteller.

## Leben
Herbert Fleck beendete 1968 ein Studium an der Universität Wien mit der Promotion zum Dr. phil. Anschließend war er Mitarbeiter des Österreichischen Rundfunks in Wien für die satirische Sendung Der Watschenmann und verschiedene andere Abteilungen. 1973 wechselte er zum Studio Salzburg (Mitarbeiter Aktueller Dienst, Feature, Literatur, Leitung Kultursendung) und begann seine literarische Arbeit, einschließlich Lesungen in Österreich und Deutschland. Er ist Verfasser von Romanen, Erzählungen, Theaterstücken und Hörspielen. 1980 übersiedelte er in die Steiermark und kehrte zurück zum Journalismus, wo er bis 2006 tätig war.

## Ehrungen und Auszeichnungen
- 1976 Literaturstipendium Salzburg
- 1978 Teilnahme am Ingeborg-Bachmann-Wettbewerb in Klagenfurt
- 1978/79 Österreichisches Staatsstipendium für Literatur
- 1980 Buchprämie des Bundesministeriums für Unterricht und Kunst
- 1980 Theodor-Körner-Preis
- 2009 Förderung des Projekts Plus Ultra durch das Kulturamt der Stadt Graz
- 2011 Textase Schreibwettbewerb, Auswahl für die Shortlist
- 2011 Stiftung Creatives Alter CH, Einladung zur Schreibwoche in St. Moritz, Lesungen Literaturwoche Zürich, St. Moritz
- 2012 Förderung des Projekts Plus Ultra durch das Kulturamt der Stadt Graz
- 2014 Stiftung Creatives Alter CH: Einladung zur Schreibwoche in St. Moritz,  Lesungen Literaturhaus Zürich, St. Moritz
- 2019 artist in residence Nairs/Scuol, 4. Februar bis 30. April 2020, Schweiz
- 2019 shortlist Bad Godesberger Literaturwettbewerb, Bonn, Deutschland
- 2019 shortlist Seume-Literaturpreis, Grimma, Deutschland
- 2020 artist in residence Nairs/Scuol, 14. Februar bis 31. März 2020

## Veröffentlichungen
- Die Bedeutung der Wiener Tagespresse für die Bildung einer öffentlichen Meinung über das Bundesheer der 2. Republik. Wien.
- 1979 Carl und das Skelett (Einmannstück), Uraufführung im Rahmen der Rauriser Literaturtage.
- 1980 Die Stadt. Roman. Leykam, Graz, ISBN 3-7011-7113-0.
- 1982 Der Weg an die Grenze. 9 Erzählungen. Leykam, Graz, ISBN 3-7011-7138-6.

Als Mitarbeiter
- Harald Seuter (Hrsg.): Die Feder, ein Schwert. Literatur und Politik in Österreich. Leykam, Graz 1981, ISBN 3-7011-7125-4.
- Christoph Wilhelm Aigner (Hrsg.): Kein schöner Land ... 50 österreichische Autoren über Stadt und Land. Edition Graphia, Salzburg 1981, ISBN 3-900350-02-7.
- Anthologie Land des Österreichischen Schriftstellerverbandes 2012/2013
- Hrsg. Barbara Ter-Nedden, Anthologie Am frühen Morgen. KID Verlag, Bonn 2019, ISBN 978-3-947759-36-1
- Barbara Ter-Nedden, Daniela Chmelik, Sven Armin Domann, Klaus Gottheiner, Marc Lunghuß: Am frühen Morgen Anthologie. KID Verlag, Bonn 2019, ISBN 978-3-947759-36-1.
- Anthologie "Unser Kärnten" 2020, Drava Verlag.